# Nelly Borgeaud
Nelly Borgeaud (Ginevra, 29 novembre 1931 – Creuse, 14 luglio 2004) è stata un'attrice francese.

## Filmografia parziale

### Cinema
- Fascicolo nero (Le dossier noir), regia di André Cayatte (1955)
- Amanti di domani (Cela s'appelle l'aurore), regia di Luis Buñuel (1956)
- Codine, regia di Henri Colpi (1963)
- Muriel, il tempo di un ritorno (Muriel ou le temps d'un retour), regia di Alain Resnais (1963)
- La mia droga si chiama Julie (La sirène du Mississipi), regia di François Truffaut (1969)
- L'uomo che amava le donne (L'homme qui aimait les femmes), regia di François Truffaut (1977)
- Zucchero (Le sucre), regia di Jacques Rouffio (1978)
- Mio zio d'America (Mon oncle d'Amérique), regia di Alain Resnais (1980)
- Amore e musica (Paroles et musique), regia di Élie Chouraqui (1984)
- Commedia d'estate (Comédie d'été), regia di Daniel Vigne (1989)
- L'accompagnatrice, regia di Claude Miller (1992)
- Nuova vita (Une nouvelle vie), regia di Olivier Assayas (1993)
- Parole, parole, parole... (On connaît la chanson), regia di Alain Resnais (1997)
- Jeanne et le garçon formidable, regia di Olivier Ducastel e Jacques Martineau (1998)
- La vie ne me fait pas peur, regia di Noémie Lvovsky (1999)
- La confusion des genres, regia di Ilan Duran Cohen (2000)

### Televisione
- Noële aux quatre vents - serie TV, 9 episodi (1970-1971)
- La certosa di Parma - miniserie TV, 4 episodi (1982)